# Psammisia amazonica
Psammisia amazonica là một loài thực vật có hoa trong họ Thạch nam. Loài này được Luteyn miêu tả khoa học đầu tiên năm 1987.